# Lambchop

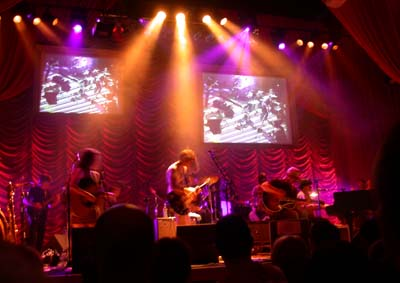
Lambchop under en konsert i De Montfort Hall, Leicester, augusti 2004

Lambchop är ett amerikanskt band bildat 1993 i Nashville, Tennessee. Då de tagit influenser från många olika håll är de svåra att placera genre-mässigt, men de beskrivs ofta som alt-country.
1986 bildades bandet Posterchild av sångaren Kurt Wagner, gitarristen Jim Watkins och basisten Marc Trovillion. Banduppsättningen utökades efterhand med flera instrument och 1993 bytte man namn till Lambchop. Samma år släpptes singeln Nine och året efter albumdebuterade de med I Hope You’re Sitting Down (också känd som Jack’s Tulips). Medlemmarna i bandet, som mest har man varit uppe i 16 stycken, har varierat under åren, men alltid med Wagner som frontman och låtskrivare.

## Diskografi
Studioalbum
- 1994 – I Hope You’re Sitting Down/Jack’s Tulips
- 1996 – How I Quit Smoking
- 1997 – Thriller
- 1998 – What Another Man Spills
- 2000 – Nixon
- 2001 – Tools in the Dryer:A Rarities Compilation
- 2002 – Is a Woman
- 2004 – Aw C'mon
- 2004 – No You C'mon
- 2004 – Aw C'mon! No You C'mon!
- 2006 – The Decline of Country and Western Civilization, Pt. 2
- 2006 – Damaged
- 2008 – OH (Ohio)
- 2010 – Lambchop Boxset
- 2012 – Mr. M
- 2016 – FLOTUS (For Love Often Turns Us Still)
- 2019 – This (Is What I Wanted to Tell You)
- 2020 – Trip
- 2021 – Showtunes
- 2022 – The Bible

Livealbum
- 2009 – Live at XX Merge

Samlingsalbum
- 2001 – Tools in the Dryer: A Rarities Compilation
- 2004 – Aw C'mon! No You C'mon!
- 2010 – Lambchop Boxset
- 2013 – Turd Goes Back: Essential Tracks From Secret Secret Sourpuss & Big Tussie

Singlar/EP (urval)
- 1993 – "Nine" / "Moody Fucker"
- 1994 – "My Cliche" / "Loretta Lung"
- 1995 – "Your Life As a Sequel" / "Smuckers"
- 1996 – Hank (EP)
- 1997 – "Whitey" / "Playboy, the Shit"
- 1997 – "Cigarettiquette" / "Mr. Crabby"
- 2005 – CoLAB (EP)